# Helleński Komitet Olimpijski

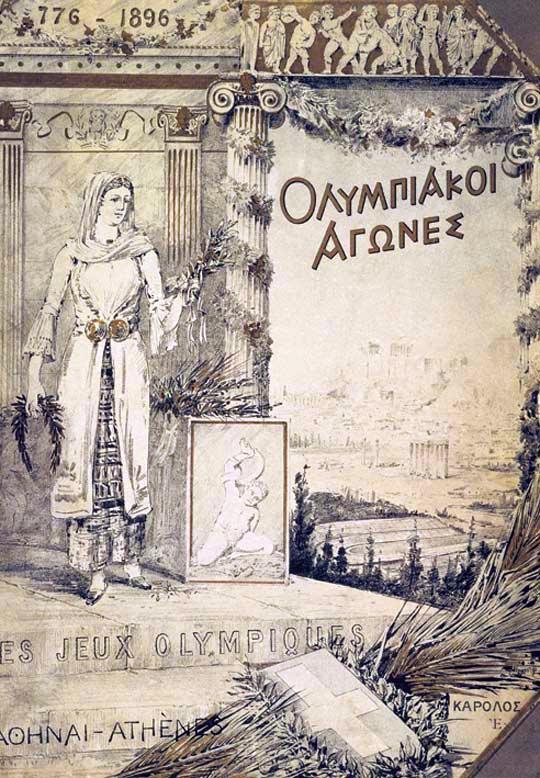
Plakat I Letnich Igrzysk Olimpijskich w Atenach w 1896 roku

Helleński Komitet Olimpijski, także Grecki Komitet Olimpijski (gr. Ελληνική Ολυμπιακή Επιτροπή) – organizacja sportowa koordynująca greckie organizacje sportowe, funkcjonująca jako Narodowy Komitet Olimpijski Grecji oraz Narodowy Komitet Paraolimpijski Grecji.
Historia Helleńskiego Komitetu Olimpijskiego powiązana jest ściśle z odrodzeniem się nowożytnego ruchu olimpijskiego. Komitet został powołany 24 listopada 1894 roku w Atenach z inicjatywy następcy tronu greckiego, księcia Konstantyna Glücksburga. Już dwa lata później Grecja została organizatorem I Nowożytnych Igrzysk Olimpijskich. Późniejsze igrzyska: w Paryżu w 1900 roku i w St. Louis w 1904 roku, które okazały się zupełnie nieudane, Grecki Komitet Olimpijski wysunął pomysł by w latach między igrzyskami organizować igrzyska w Grecji (początkowo zgłaszany był pomysł by igrzyska organizować wyłącznie w Grecji). Tym sposobem zorganizowano w 1906 roku Olimpiadę Letnią, jednak wyniki uzyskane na tych zawodach nie są uwzględniane w oficjalnej klasyfikacji. Komitet był organizatorem igrzysk jeszcze jeden raz — w Atenach w 2004 roku.
Wielokrotnie przewodniczącymi Helleńskiego Komitetu Olimpijskiego byli członkowie rodziny królewskiej. W latach 1894–1913 był nim król Konstantyn I Grecki, w latach 1914–1917 i 1921–1923 król Jerzy II Grecki, w latach 1936–1952 król Paweł I Grecki, w latach 1955–1964 król Konstantyn II Grecki i w latach 1965–1968 księżna Irena Grecka.